# Gunnar Sandberg
Alf Gunnar Sandberg, född 22 augusti 1966 i Aspås församling i Jämtlands län, är en svensk politiker (socialdemokrat). Han var ordinarie riksdagsledamot 2003–2014 (dessförinnan statsrådsersättare 2002–2003), invald för Jämtlands läns valkrets.

## Biografi
Sandberg kommer från Rötviken, Föllinge i Jämtlands län. Han är utbildad byggnadsarbetare och tidigare ombudsman.
Gunnar Sandberg är uppväxt i ett arbetarhem och har varit politiskt aktiv i fackföreningsrörelsen och Socialdemokraterna i större delen av sitt vuxna liv. I sitt politiska arbete har Gunnar Sandberg bland annat profilerat sig inom arbetsmarknads-, folkhälso- och landsbygdsutvecklingspolitiska frågor. Gunnar Sandberg sitter i Socialutskottet och är suppleant i Miljö- och jordbruksutskottet. Har även förtroendeuppdrag inom Riksbyggen m.m.
Gunnar Sandberg bor med fru och barn i Österåsen, ca 3,5 mil norr om Östersund. Gunnar Sandberg är idrottsintresserad och var tidigare aktiv längdskidåkare. Sedan 2010 är han ordförande i Jämtland/Härjedalens skidförbund. Han är flerfaldig, regerande nordisk politisk mästare i längdskidåkning.
Gunnar Sandberg har figurerat i lokalmedia i Jämtland med anledning av en arbetsrättslig tvist mellan Sandberg och Byggnads, Avdelning 38 Jämtland/Härjedalen avseende e-posthantering och e-postaccess. Sandberg hade under tiden som riksdagsledamot och då han var tjänstledig från sin anställning hos avdelningen erhållit e-post från avdelningen vilket avdelningen ansåg vara felaktigt. Tvisten resulterade i en förlikning mellan parterna i december 2008 och Gunnar Sandberg lämnade sin anställning i avdelningen från vilken han varit tjänstledig. Uppgörelsen hade ingen påverkan på Sandbergs riksdagsuppdrag.
I riksdagsvalet 2014 förlorade Sandberg sin riksdagsplats när Kalle Olsson med hjälp av personkryss tog platsen.